# Pterolophia sumatrensis
Pterolophia sumatrensis là một loài bọ cánh cứng trong họ Cerambycidae.